# ریون سافتور
ریون سافتور (انگلیسی: Raven Software) یک شرکت توسعه‌دهنده بازی ویدئویی، تأسیس شده در سال ۱۹۹۷ و مستقر در ویسکانسین است. در سال ۱۹۹۷، ریون با اکتیویژن یک قرارداد انتشارات انحصاری بست و پس از آن توسط اکتیویژن خریداری شد. پس از مالکیت اکتیویژن بر شرکت، بسیاری از توسعه دهندگان اصلی استودیو که تا حد زیادی مسئول ایجاد هرتیک و هگزن: فراتر از هرتیک بودند، برای تشکیل هیومن هد استودیوز، این شرکت را ترک کردند.